# مشتول السوق
مشتول السوق هي مدينة في محافظة الشرقية بمصر، وقاعدة مركز مشتول السوق.

## تاريخ مشتول السوق
مشتول السوق من القرى القديمة وإسمها الأصلى مشتول، كما وردت في كتاب أحسن التقاسيم للمقدسي وذكرت في موضع آخر باسم «المشتول كثيرة الطواحين» وكان بها ثلاثة آلاف جمل يحملوا حبوب ودقيق يأتوا إليها كل أسبوع، وكان يوجد بها طواحين كثيرة وعرفت في القرن السادس بمشتول الطواحين ثم لشهرة هذه القرية بسوقها الكبير الذي كان يعقد أسبوعيا بين القرى المجاورة فعرفت بالعهد العثماني بمشتول السوق.
كانت منطقه مشتول السوق قديما ضمن مقاطعة هك آت الفرعونية وقريبه من مجرى قناة سيزوستريس الفرعونية وكان لنهر النيل بالمنطقة الفرع البليوزى ومكانه الحالي بعد اندثاره البحر الشبينى وترعه الإسماعيلية التي حلت في بعض أجرائها في موضوع ما يسمى بخليج أمير المؤمنين وقد كانت هذه الممرات صالحه للملاحه ما بين نهر النيل غربا والبحر الأحمر شرقا والبحر المتوسط شمالا وقد كانت المدينة تستفيد مثلها مثل المناطق المجاورة لهذه الممرات المائية لوجود الحركة التجارية القديمة فيما بين مصر والجزيرة العربية والشام.
وقد عاصرت المنطقة حكم البطالمه والرومان وتشاركها من حيث القدم والأهمية مدينه بلبيس وسميت مشتول بهذا الاسم نسبه إلى حاكمها الرومانى أشتولى.
وقد مر عمرو بن العاص بمشتول بعد أن فتح بلبيس وهو في طريقه إلى الفسطاط وكان فتح مشتول في شهر ربيع الآخر (19) هجريه الموافق شهر أبريل 640م وقد بنى بها مسجدا صغيرا وقد ظهر مكان هذا المسجد بخريطة مشتول السوق عام 936 باسم موقع المسجد العمري غرب مسجد الاربعين الحالي.
مشتول السوق من القرى القديمة وأسمها الأصلى مشتول كما وردت به في كتاب أحسن التقاسيم للمقدسي وذكرت في موضع آخر باسم (المشتول كثيره الطواحين) لكثره الطواحين في هذه القرية عرفت في القرن السادس بمشتول الطواحين ثم لشهرة هذه القرية بسوقها الكبير الذي كان يعقد أسبوعيا بين القرى المجاورة لها وعرفت في العهد العثماني باسم مشتول السوق وقد تغلب عليها المضاف اليه لشهرته فاختفى اسم الطواحين وقد شيد محمد علي باشا لكبير والي مصر عام 1815م مصنعا كبيرا للأسلحة والذخائر للجيش المصري وكان على شكل أقبية بالمنطقة التي مازال يطلق عليها اسم الجبخانه باللغة التركية مكان السلاح وهي شمال مسجد أبوسالم.
والجبخانة اليوم هي مكان منزل يمتلكه عائلة شعبان حافظ عبد اللطيف وسجن من الإنجليز حيث حاولوا الاستيلاء على منزل جدهم الكبير شعبان حافظ وعانى كثيرا للحصول على المنزل ويوجد بالمنزل إلى الآن اثار لحوائط قديمة منذ ذلك العصر.